# Detmerskazerne
De voormalige Detmerskazerne staat in Eefde in de gemeente Lochem (Gelderland). Hij is vernoemd naar generaal-majoor Hendrik Detmers (1761-1825) die vocht tijdens de Slag bij Waterloo en daarvoor een Militaire Willems-Orde der derde klasse ontving. De kazerne is van de categorie Boostkazerne, dit zijn grensbataljonkazernes die werden gebouwd naar een ontwerp van kapitein der Genie A.G.M.Boost.

## Geschiedenis
De eerste steen van de Detmerskazerne werd gelegd op 29 maart 1939 door generaal-majoor W.F. Sillevis. Hij was bestemd voor het 11e bataljon van het 18e Regiment Infanterie. Tijdens de Tweede Wereldoorlog was in de kazerne een opleiding van het Nationalsozialistisches Kraftfahrkorps (NSKK) gehuisvest. Het personeel hiervan werd na de opleiding ingezet als konvooirijders naar en van het Oostfront.
Bij de bevrijding van Nederland namen de Canadezen hun intrek in de kazerne. Er werden Romney-hutten op het kazerneterrein geplaatst. Het complex deed ook dienst als detentiecentrum voor Nederlanders die met de Duitsers hadden geheuld. Vrij spoedig hierna werd er een opleidingscompagnie van Aan- en afvoertroepen gelegerd. Bij deze eenheid werden eerst oorlogsvrijwilligers en later dienstplichtigen opgeleid tot chauffeur, bestemd voor de dekolonisatieoorlog in Nederlands-Indië.
Op 1 november 1946 werd het Korps Verplegings Troepen (KVT) opgericht. Het KVT leverde personeel voor het verzorgingspeloton van de AAT-compagnieën (Aan- en Afvoertroepen). Bij deze instructiecompagnie was een School Reserve Officieren ingedeeld. In 1949 kwam daar nog een koksopleiding bij. Toen op 1 juli 1950 het KVT opging in het Regiment Intendance Troepen werd de koksopleiding naar Leiden verplaatst en de overige opleidingen naar Amersfoort.
Nadat deze eenheid de kazerne had verlaten, kwam hier een opleidingseenheid van het Regiment Oranje Gelderland voor in de plaats. De eenheid is ook maar een korte periode gebruiker geweest van de kazerne. In 1951 werd in de kelder van de huidige kleermakerij, die toen dienst deed als lesgebouw, een KSO geweerbaan gebouwd. Na enkele jaren dienst te hebben gedaan, werd deze overgebracht naar de schietbaan van Gorssel.
Begin van de jaren 1950 verhuisde 428 Infanterie Beveiligingscompagnie van de Boreelkazerne te Deventer naar deze kazerne (gebouw 10). Deze eenheid is een van de langste gebruikers van de kazerne geweest. Na het vertrek van de infanteristen in 1953 werd de kazerne bevolkt door een opleidingseenheid van de luchtdoelartillerie.
Vrij spoedig nadat de luchtdoelartillerie de kazerne had verlaten, namen delen van 105 Intendance Herstel-en Depotcompagnie (naderhand omgevormd tot 105 Gemengde Intendance Depotcompagnie) hun intrek op de kazerne. Deze eenheid met een verzorgend karakter bestond onder andere uit een grote en kleine schoenmakerij, een grote en kleine zeilmakerij, een kleermakerij, een schijfmachinewerkplaats, een timmerwerkplaats, een uitrustingswerkplaats (onder andere tentkachels), een snijzaal voor poetslappen, een centraal toeleveringsmagazijn en een retourgoederen magazijn. Iedere dinsdag was het inleverdag en stond het kazerneterrein vol met vrachtwagens van eenheden die goederen kwamen inleveren. In 1973 werd de gasmaskerwerkplaats in gebruik genomen. In deze periode was ook 647 Werktroepencompagnie op de kazerne gelegerd, bijgenaamd "De IJsselberen". Deze compagnie, die tot het Provinciaal Militair Commando Gelderland behoorde, verhuisde augustus 1986 naar de Kootkazerne te Garderen 
In 1988 werd de eenheid gereorganiseerd en gingen de schoenmakerij, de kleermakerij en de gasmaskerwerkplaats als dependance deel uitmaken van 637 Intendance Centrale Werkpaats in Woerden. De rest werd of was reeds opgeheven 
In 1986 werd een aantal infanteriebeveiligingscompagnieën (IBC) opgericht waarvan 448 IBC op de kazerne werd gelegerd. In het kader van de prioriteitennota van januari 1993 werd bepaald dat zowel 428 als 448 IBC werden opgeheven.
Door het opgaan van de Provinciale Militaire Commando's in drie Regionaal Militaire Commando's en de vorming van garnizoenen, kwam er ook een eind aan de kazernecommando's. Het kazernecommando van de Detmerskazerne werd geïntegreerd in het facilitair bedrijf Garnizoen Apeldoorn. Omdat er op de kazerne geen troepen meer gelegerd waren, werd op 4 september 1996 de keuken gesloten. Op dat moment waren er slechts nog 30 medewerkers van het 637 ICW en zes medewerkers van het facilitair bedrijf op de kazerne werkzaam.
Vanwege het feit dat het OCKmar (Opleidings Centrum Koninklijke Marechaussee) in Apeldoorn met ruimtegebrek kampte, werd begin 1997 besloten de Marechaussee Beveiliger Instructiegroep (MB-instrgp) van de School Opleiding Beroeps voor enige jaren op de kazerne te legeren. In de periode van drie maanden werden de legeringsgebouwen gerenoveerd en enige andere noodzakelijke aanpassingen gerealiseerd, zodat op 9 april 1997 voornoemd onderdeel officieel voet binnen de kazerne zette. Met de komst van de nieuwe bewoners werd het facilitair bedrijf weer uitgebreid tot 25 medewerkers, voornamelijk burgermedewerkers.
Vanwege de opschorting van de dienstplicht waren er ook geen geneeskundige voorzieningen meer op de kazerne aanwezig. Met de komst van de MB-instrgp bleek een geneeskundige voorziening alras onontbeerlijk. Eind juni werd dan ook de dependance van het gezondheidscentrum van de Koning Willem III-kazerne te Apeldoorn op de Detmerskazerne in gebruik genomen. Binnen niet al te lange tijd zou er ook nog een compagnie van het 10e Bataljon Korps Nationale Reserve op de kazerne gevestigd worden, waardoor de kazerne weer even volledig bezet werd. De laatste jaren heeft alleen de Koninklijke Marechaussee hier nog gelegerd gezeten, tot er weer ruimte was gecreëerd in Apeldoorn. En verhuisden zij als laatste eenheid op 31 augustus 2012. Drie jaar na de sluiting werd een deel van de kazerne gesloopt.

## Incident
In januari 1979 werd de wacht van de kazerne overvallen en in haar eigen cellen opgesloten. Tijdens de overval werden een aantal wapens, waaronder karabijnen en een FAL-geweer gestolen. Ook werd er munitie buitgemaakt. Een paar maanden later werden de overvallers opgepakt. De hoofdverdachte was een voormalig dienstplichtige die eind jaren 1960 in de kazerne was gelegerd.

## Na de sluiting
Sinds 2015 zijn de achterste gebouwen gesloopt en heeft het poortgebouw een nieuwe functie gekregen zoals een werkvoorziening, Legotheek, Bierbrouwerij en een Veteranen Ontmoeting Centrum (VOC) van stichting Veteranen Ontmoetingscentrum Detmerskazerne in de oude officiersmess. Tijdens de sloop is er archeologisch onderzoek gedaan en zijn er mortieren, explosieven en Duitse uitrustingen gevonden uit de Tweede Wereldoorlog. Diverse gevonden stukken en uitrusting-onderdelen zijn te bezichtigen in het VOC.

### Woonbestemming
Op de plaats waar de onderkomens voor de manschappen stonden kunnen volgens een bestemmingsplan van de gemeente uit 2015 circa tachtig woningen worden gebouwd. Het poortgebouw en dus de hoofdingang (poort) van de kazerne zal daarbij behouden blijven.